# آندره سیلوا (بازیکن فوتبال، زاده ۲۰۰۰)
آندره فیلیپه تِشِیرا دا سیلوا (پرتغالی: André Filipe Teixeira da Silva؛ ۲۸ آوریل ۲۰۰۰ – ۳ ژوئیه ۲۰۲۵) بازیکن فوتبال حرفه‌ای پرتغالی بود که در پست هافبک هجومی یا وینگر چپ بازی می‌کرد. او در رده‌های پایه برای چندین باشگاه از جمله پورتو بازی کرد. دوران حرفه‌ای بزرگسالان او از سال ۲۰۲۱ آغاز شد و شامل دو فصل حضور در تیم گوندومار در رقابت‌های کامپیوناتو پرتغال و دو فصل بازی برای پنافیل در لیگا پرتغال ۲ بود. آندره سیلوا در ۳ ژوئیه ۲۰۲۵ در سن ۲۵ سالگی بر اثر سانحهٔ رانندگی در اسپانیا، به‌همراه برادرش دیگو ژوتا درگذشت.

## حرفه
آندره سیلوا در گوندومار، ناحیه پورتو زاده شد. او فوتبال را از باشگاه محلی گوندومار آغاز کرد و در سال ۲۰۱۱ به آکادمی جوانان پورتو پیوست؛ همچنین برای تیم اقماری این باشگاه یعنی پادروئنسه نیز به میدان رفت. از هم‌تیمی‌های او در آن دوره می‌توان به فابیو ویرا و ویتینیا اشاره کرد. او دوران رشد فوتبالی‌اش را در باشگاه‌های پاسوژ د فریرا، فامالیکاو و بوآویشتا تکمیل کرد.
سیلوا در سال ۲۰۲۱ به گوندومار بازگشت و به مدت دو فصل در رده بزرگسالان و در رقابت‌های دسته چهارم فوتبال پرتغال یعنی کامپیوناتو پرتغال بازی کرد. او همچنین در رقابت‌های جام حذفی پرتغال نیز حضور داشت. در فصل ۲۳–۲۰۲۲، در ۲۶ بازی موفق به ثبت ۹ گل و ۲ پاس گل شد.
در ۱ ژوئیه ۲۰۲۳، سیلوا با قراردادی سه ساله به باشگاه پنافیل پیوست. او در تاریخ ۱۳ اوت، نخستین بازی‌اش را در لیگا پرتغال ۲ انجام داد و در پیروزی ۳–۰ خانگی برابر لیتشوئس، یک گل به ثمر رساند.
در ۲۱ فوریه ۲۰۲۵، سیلوا به‌عنوان بهترین بازیکن دیدار برابر پورتیموننزه در ورزشگاه استادیو مونیسیپال ۲۵ د آوریل انتخاب شد؛ او در دقیقه پنجم گل نخست این پیروزی ۳–۰ را به ثمر رساند. سیلوا در دوران حضورش در پنافیل، بازیکن ثابت ترکیب تحت هدایت هِلدر بود و در مجموع طی دو فصل، ۶۲ بازی انجام داد و ۷ گل و ۳ پاس گل ثبت کرد. تیم او در نیم‌فصل نخست فصل ۲۵–۲۰۲۴ در صدر جدول قرار داشت، اما در نیم‌فصل دوم با افت مواجه شد.

## زندگی شخصی
برادر آندره سیلوا، دیگو ژوتا، ملی‌پوش پرتغالی و قهرمان لیگ برتر انگلستان با تیم لیورپول در فصل ۲۵–۲۰۲۴ بود. هر دو برادر فوتبال را از باشگاه گوندومار آغاز کردند و در رده‌های پایه برای پاسوژ د فریرا به میدان رفتند. زمانی که دیگو ژوتا به صورت قرضی به تیم نخست پورتو پیوست (در سال ۲۰۱۶)، آندره در رده جوانان این باشگاه عضویت داشت.
آندره سیلوا همزمان با دوران حرفه‌ای خود در فوتبال، در رشته مدیریت بازرگانی در دانشگاه تحصیل کرد و همراه با برادرش شرکتی تأسیس نمود. او اندکی پیش از درگذشتش، فارغ‌التحصیل شده بود.

## مرگ
در ۳ ژوئیهٔ ۲۰۲۵، آندره سیلوا در سن ۲۵ سالگی، به‌همراه برادر ۲۸ ساله‌اش دیگو ژوتا، در سانحهٔ رانندگی در بزرگراه A‑۵۲ در سرنادیا، اسپانیا درگذشت. بنابر گزارش‌ها، خودروی لامبورگینی آن‌ها هنگام سبقت گرفتن دچار ترکیدگی لاستیک شد، از مسیر منحرف گردید و پس از برخورد، آتش گرفت. نیروهای امداد و اورژانس اسپانیا تأیید کردند که هر دو نفر در محل حادثه جان باخته‌اند. در بیانیه‌ای از سوی گارد مدنی اسپانیا اعلام شد که «تمام شواهد تا این لحظه نشان می‌دهد» که دیگو در زمان حادثه رانندگی را بر عهده داشته و سرعت خودرو «به‌طور قابل توجهی بیش از حد مجاز آن بزرگراه» بوده است. پس از نهایی شدن بررسی‌ها، گزارش کارشناسی به دادگاه شهر پوبلا د سانابریا ارائه شد.
سرمربی تیم پنافیل، هلدِر، در پیامی یاد سیلوا را گرامی داشت و گفت او سرعت و شخصیت خود را به زمین بازی می‌آورد. او افزود که باشگاه ترجیح می‌دهد به جای فوتبال، به خانوادهٔ این دو برادر بیندیشد.
در ۵ ژوئیه، مراسم تشییع پیکر آندره سیلوا و دیگو ژوتا در کلیسای جامع گوندومار برگزار شد و صدها نفر از بستگان، دوستان و آشنایان در آن حضور یافتند. اسقف پورتو، مانوئل لیندا، مراسم نیایش را برای آن دو برگزار کرد. ویرجیل فن دایک، هم‌تیمی دیگو در لیورپول، تاج گلی را به یاد او حمل می‌کرد و اندرو رابرتسون، دیگر بازیکن لیورپول، تاج گلی مشابه را برای آندره به همراه داشت. پس از برگزاری مراسم تشییع، پیکر این دو در گورستان کنار کلیسا به خاک سپرده شد.